# Комашник павуконосний
Ком́ашник павукон́осний (Ophrys sphegodes) — багаторічна рослина з родини зозулинцевих, або орхідних (Orchidaceae). Має 16 підвидів. Один з підвидів — комашник павуконосний кримський — поширений у Криму.

## Опис
Загальна висота 30–40 см, в середньому до 15 см. Оцвітина зигоморфна. Квіти своєю формою нагадують павуків, звідси походить інша назва цієї рослини. Квітки коричневі з зеленуватими краями. Мають 3 чашолистки, які жовто-зеленого забарвлення. Пелюстки вузькі на кінці, хвилясті та губасті, завдовжки 10 мм. Кількість пелюсток на квітці становить 6. Плід являє собою невеличку коробочку. Листя розташовано почергово. Вони з гладенькими краями. Коренева система представлена кореневищем, що міцно чіпляється до ґрунту.

## Екологія
Воліє до світлих лісів, луків, гірських районів до висоти до 1300 м над рівнем моря. Зростає на вапняних ґрунтах, в сухих трав'янистих місцях. Квітка потребує комах для запилення. Є рослиною-геофітом, тобто такою, що залишається в стані спокою протягом одного або декількох вегетаційних сезонів. Максимально Ophrys sphegodes може залишатися 8 років, проте здебільшого 2 роки.

## Поширення
Розповсюджена від Великої Британії та Португалії до східного Ірану та Туркменістану.

## Підвиди
- Ophrys sphegodes jeanpertii (E.G.Camus) Del Prete & Conte — Франція, Іспанія, Балканській півострів
- Ophrys sphegodes aesculapii (Renz) Soó ex J.J.Wood — Греція
- Ophrys sphegodes araneola (Rchb.) M.Laínz — Іспанія, Франція, Швейцарія, Італія, Німеччина, Словенія, Хорватія.
- Ophrys sphegodes atrata (Rchb.f.) A.Bolòs — від Португалії до Сербії
- Ophrys sphegodes aveyronensis J.J.Wood — Іспанія, Франція
- Ophrys sphegodes catalcana Kreutz — області навколо Стамбулу та Едірне (Туреччина)
- Ophrys sphegodes cretensis H.Baumann & Künkele — Крит, Додеканеські острови (Греція)
- Ophrys sphegodes epirotica (Renz) Gölz & H.R.Reinhard -Албанія, Греція
- Ophrys sphegodes gortynia H.Baumann & Künkele — острови Егейського моря, о. Крит (Греція)
- Ophrys sphegodes helenae (Renz) Soó & D.M.Moore — Албанія, Греція
- комашник павуконосний кримський (Ophrys sphegodes mammosa) (Desf.) Soó ex E.Nelson — від Сербії до Туркменістану (на сході ареалу) та України (на півночі ареалу)
- Ophrys sphegodes melitensis (Nyman) E.Nelson — Мальта
- Ophrys sphegodes passionis (Sennen) Sanz & Nuet — Іспанія, Франція, Італія
- Ophrys sphegodes sipontensis (R.Lorenz & Gembardt) H.A.Pedersen & Faurh. — південна Італія
- Ophrys sphegodes sphegodes — від Великої Британії до Угорщини та Болгарії включно
- Ophrys sphegodes spruneri (Nyman) E.Nelson — Крит, острови Егейського моря (Греція)